# John Lynch Phillips
John Lynch Phillips (Fort Belvoir, Virginia, 1951. április 15.–) amerikai űrhajós.

## Életpálya
1972-ben a Scottsdale High Schoolban szerezte matematikus és pilóta oklevelét. A haditengerészet pilótájaként 4400 órát repült A–7 Corsair II repülőgéppel, elvégzett 250 leszállást a repülőgép-hordozó felületére. 1984-ben az University of Kalifornia intézetben fizikai ismeretekből doktorált, amit 1987-ben a Los Angelesi (UCLA) intézetben megvédett. Ösztöndíjjal Új-Mexikóba a Los Alamos National Laboratory-ban került. Kutatása a Nap és világűr környezete témakörben végzi.
1996. május 1-től részesült űrhajóskiképzésben a Lyndon B. Johnson Űrközpontban, valamint a Jurij Gagarin Űrhajóskiképző Központban. Három űrszolgálata alatt összesen 203 napot, 17 órát és 24 percet töltött a világűrben. Három űrsétát (kutatás, szerelés) végzett. Űrhajós pályafutását 2011 augusztusában fejezte be.

## Űrrepülések
- STS–100 az Endeavour űrrepülőgép küldetés specialistája. Első űrszolgálata alatt összesen 11 napot, 21 órát és 31 percet töltött a világűrben. A kísérleti és kutatási feladatokon túl sikeresen telepítették a Canadarm2 robotkart. Kettő űrsétát (kutatás, szerelés) végzett.
- Szojuz TMA–6 fedélzeti mérnöke. Második űrszolgálata alatt összesen 179 napot, 00 órát és 23 percet töltött a világűrben. Az első amerikai űrhajós, aki az Amerikai Egyesült Államok Képviselőházának meghallgatásán a világűrből adott jelentést az űrállomás- és a világűrkutatás hasznosságáról, tudományos szükségességéről. Szolgálata alatt egy 5 órás űrsétát (kutatás, szerelés) végzett.
- STS–119 a Discovery űrrepülőgép küldetésfelelőse. Harmadik űrszolgálata alatt összesen 12 napot, 19 órát és 30 percet töltött a világűrben. Az űrállomás fejlesztéséhez szállított rácsos szerkezetet, a negyedik napelemet és  akkumulátorokat.

## Írásai
Szerzője 156 tudományos közleménynek.